# 鳥井道夫
鳥井 道夫（とりい みちお、1923年1月22日 - 2011年2月6日）は、日本の実業家。サントリー名誉会長。龍谷大学経済学部客員教授。

## 人物
父はサントリー創業者である鳥井信治郎。妻は日本生命第5代社長弘世現の娘の準子。長男にサントリー副社長、3代目マスターブレンダーの鳥井信吾がいる。
京都近鉄百貨店社長の若林誠郎、メルボ紳士服オーナーの清水貞夫大阪マルビル会長の吉本晴彦など関西の財界人や祇園・先斗町の元芸子など、同じ大正12年（1923年）生まれのメンバーで構成する「いのしし会」を開いており、酒食など行動を共にしていた。

## 経歴
- 1923年、サントリー創業者鳥井信治郎の三男として兵庫県に生まれる。
- 1947年、京都帝国大学経済学部卒業
- 1949年7月、寿屋（現サントリー）入社
- 1951年11月、寿屋取締役
- 1973年5月、サントリー副社長就任
- 1990年3月、サントリー副会長就任（1991年3月まで）
- 1957年、財団法人大阪ユースホステル協会会長
- 1973年、社団法人日本マーケティング協会会長
- 1984年、関西経済同友会代表幹事（1986年まで）
- 1991年、社団法人日本ゴルフトーナメント振興協会理事長
- 2001年
  - サントリー名誉会長に就任。
- 2011年
  - 2月6日、肺炎のため神戸市灘区の病院で死去。88歳没[1]。